# Острожня
Острожня — река в Устюженском районе Вологодской области России, правый приток Мологи.
Начинается севернее деревни Александрово Сошневского сельского поселения, течёт на север, протекает вблизи деревни Сошнево, у деревни Соболево пересекает трассу Р84. Впадает в Мологу в 75 км от её устья, ниже деревни Ветренниково Устюженского сельского поселения. Длина реки составляет 11 км. Крупнейший приток — Немица (правый).

## Данные водного реестра
По данным государственного водного реестра России относится к Верхневолжскому бассейновому округу, водохозяйственный участок реки — Молога от истока и до устья, речной подбассейн реки — Реки бассейна Рыбинского водохранилища. Речной бассейн реки — (Верхняя) Волга до Куйбышевского водохранилища (без бассейна Оки).
Код объекта в государственном водном реестре — 08010200112110000006689.